# Woodside (Kalifornien)
Woodside ist eine Stadt im San Mateo County im US-Bundesstaat Kalifornien mit 5309 Einwohnern (Stand: 2020).
Sie liegt im Santa Clara Valley (Silicon Valley), 18 km südlich von San Francisco und 22 km nördlich von San Jose in der San Francisco Bay Area.
Das Stadtgebiet umfasst eine Fläche von ungefähr 18 km², von der der Großteil unerschlossen und mit Küstenmammutbäumen bedeckt ist. Benachbarte Städte bzw. Ortschaften sind u. a. Redwood City, Palo Alto, Stanford und Menlo Park.
Das Klima ist sehr mild und dank der Nähe zum Pazifik sind die Temperaturschwankungen nur mäßig. Die Jahreszeiten sind deshalb auch weniger stark ausgeprägt, man könnte sie auch einfach zu einer Regen- und Trockenzeit zusammenschließen. Die durchschnittliche Jahrestemperatur beträgt 15 °C (10 °C in der Regensaison und 20 °C in der Trockensaison). Die Höchsttemperatur zu Weihnachten wurde mit 41 °C gemessen. Die durchschnittliche jährliche Niederschlagsmenge beträgt ca. 400 mm, wobei 95 % der Niederschläge in der Zeit zwischen Oktober und April registriert werden.

## Geschichte

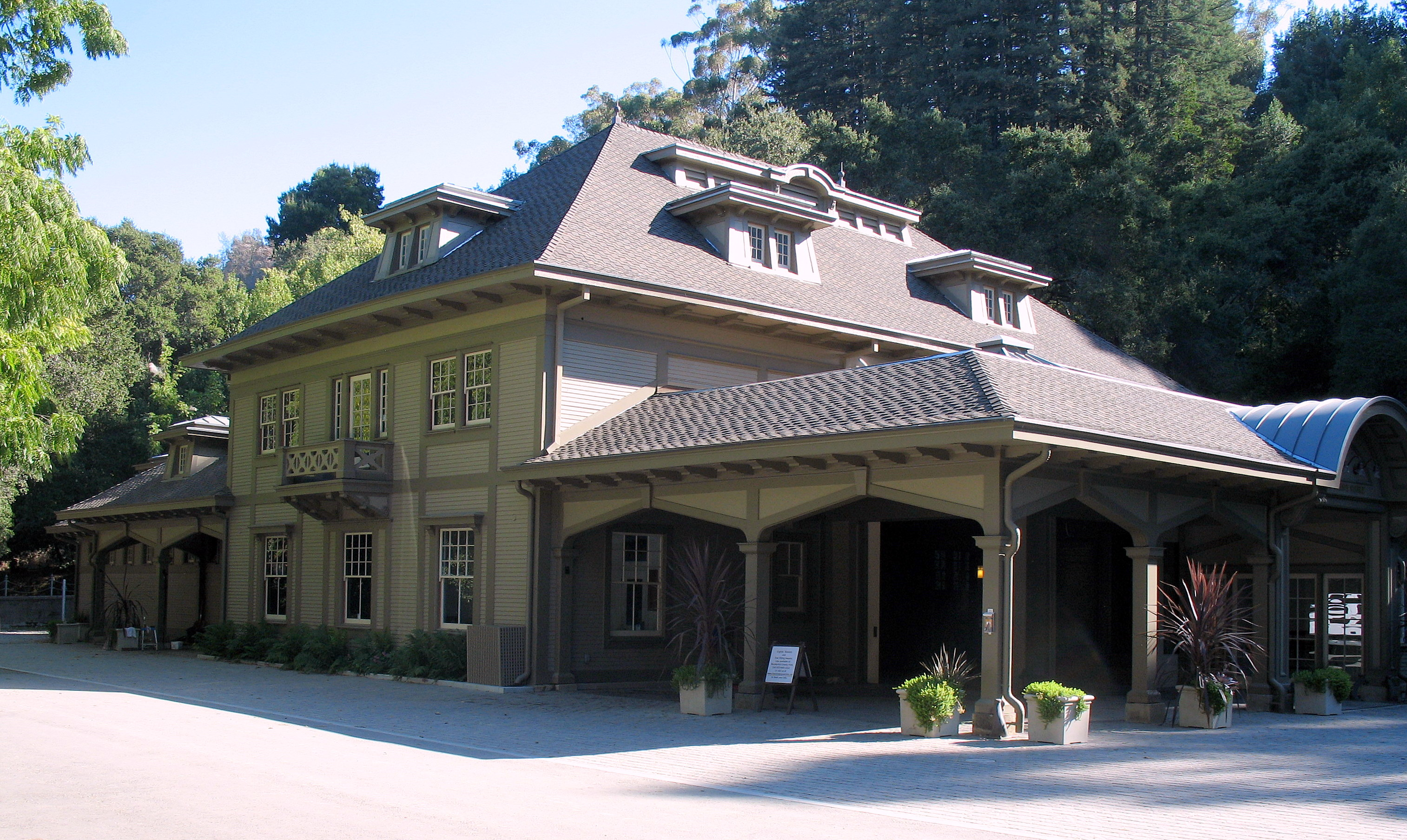
Folger Estate Stable in Woodside, 4040 Woodside Road

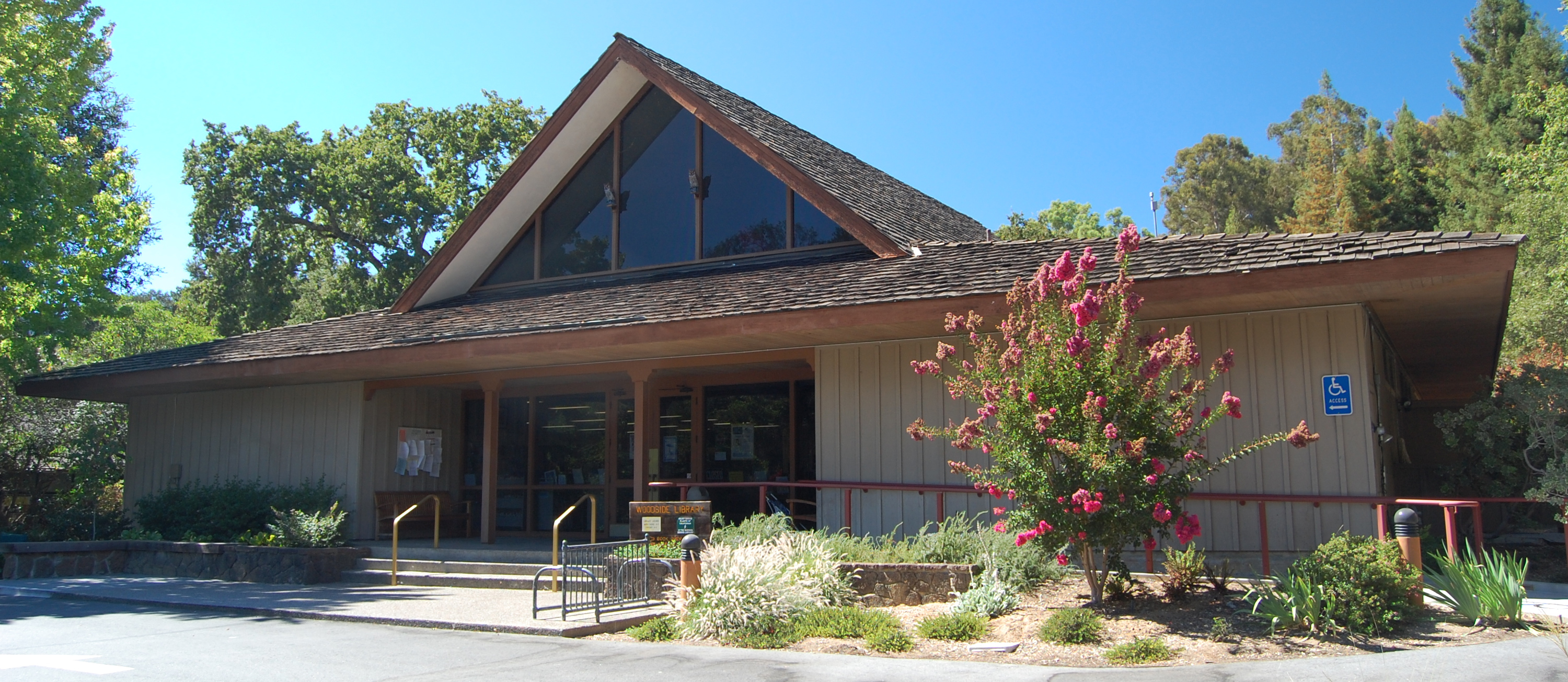
Woodside Public Library, 3140 Woodside Road

Lange bevor die Europäer kamen, um diese Gegend von Kalifornien zu erkunden und zu besiedeln, war dies die Heimat der Ohlone- und Costanoan-Indianer. Entlang den Bächen und bewaldeten Tälern boten sich den Ureinwohnern mit dem frischen Wasser der Berge, dem milden Klima und dem nahen Meer ausreichende Lebensgrundlagen.
1769 landete eine Gruppe von Forschern, angeführt von Gaspar de Portolà an der Bucht von San Francisco und zeltete in der Nähe des heutigen Woodside. 1822 wurde Mexiko von Spanien unabhängig und die spanischen Landbewilligungen, zu denen die Gegend des heutigen Kaliforniens damals zählte, gingen in privaten Besitz über. Die ersten Englisch sprechenden Kolonisten von Woodside waren um 1830 William Smith, ein Pelzhändler aus Oregon, John Cooper und James Pease und Charles Brown. Sie alle bauten ihre ersten Häuser und Charles Brown baute eine Sägemühle und stellte ab 1839 Lehmziegel her. 1849 kam Dr. Robert Orville Tripp, ein Zahnarzt, in dieses kleine Dörfchen und gründete eine eigene Praxis. Die gute Lage, das vorhandene Bauholz und die medizinische Versorgung sprachen sich schnell herum. Um 1855 entstand das erste Schulhaus, das 1859 bereits 112 eingeschriebene Schüler hatte.
Allmählich änderte sich der Charakter des Tales. Die Sägemühlen wurden durch Farmen, kleine Viehranchen und Weingärten ersetzt. In den 1880er Jahren begannen wohlhabende Familien von San Francisco hier ihren Landsitz zu bauen.
1958 erhielt der Ort mit der Woodside High School eine größere öffentliche Bildungseinrichtung, die zum Sequoia Union High School District gehört. Der Haupteingang befindet sich 199 Churchill Avenue.
In den 1960er Jahren veränderte sich die Stadt nochmals von Grund auf und wurde zu einem typischen Vorort einer Großstadt.

## Sehenswürdigkeiten

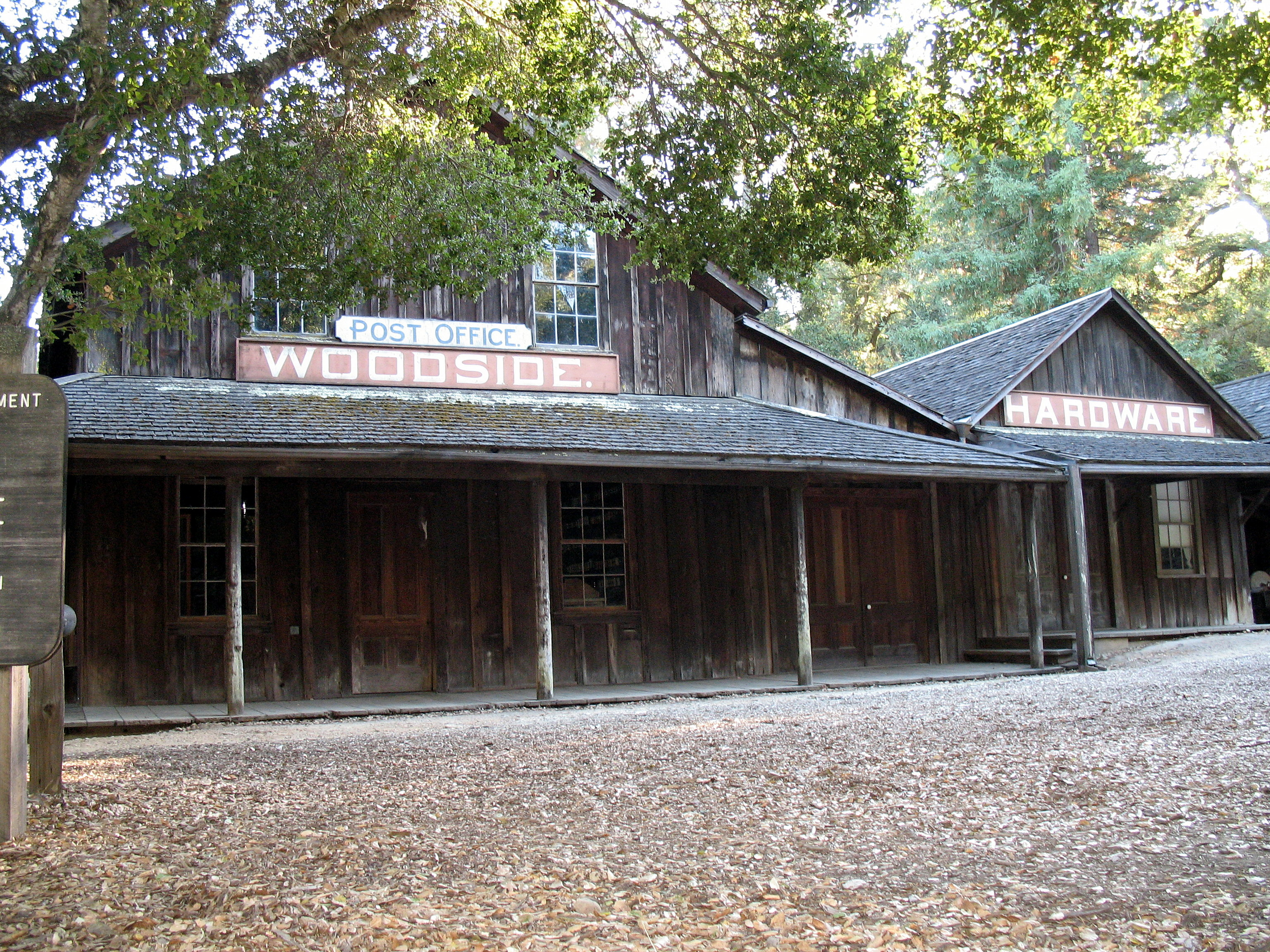
Woodside Store, 3300 Tripp Road

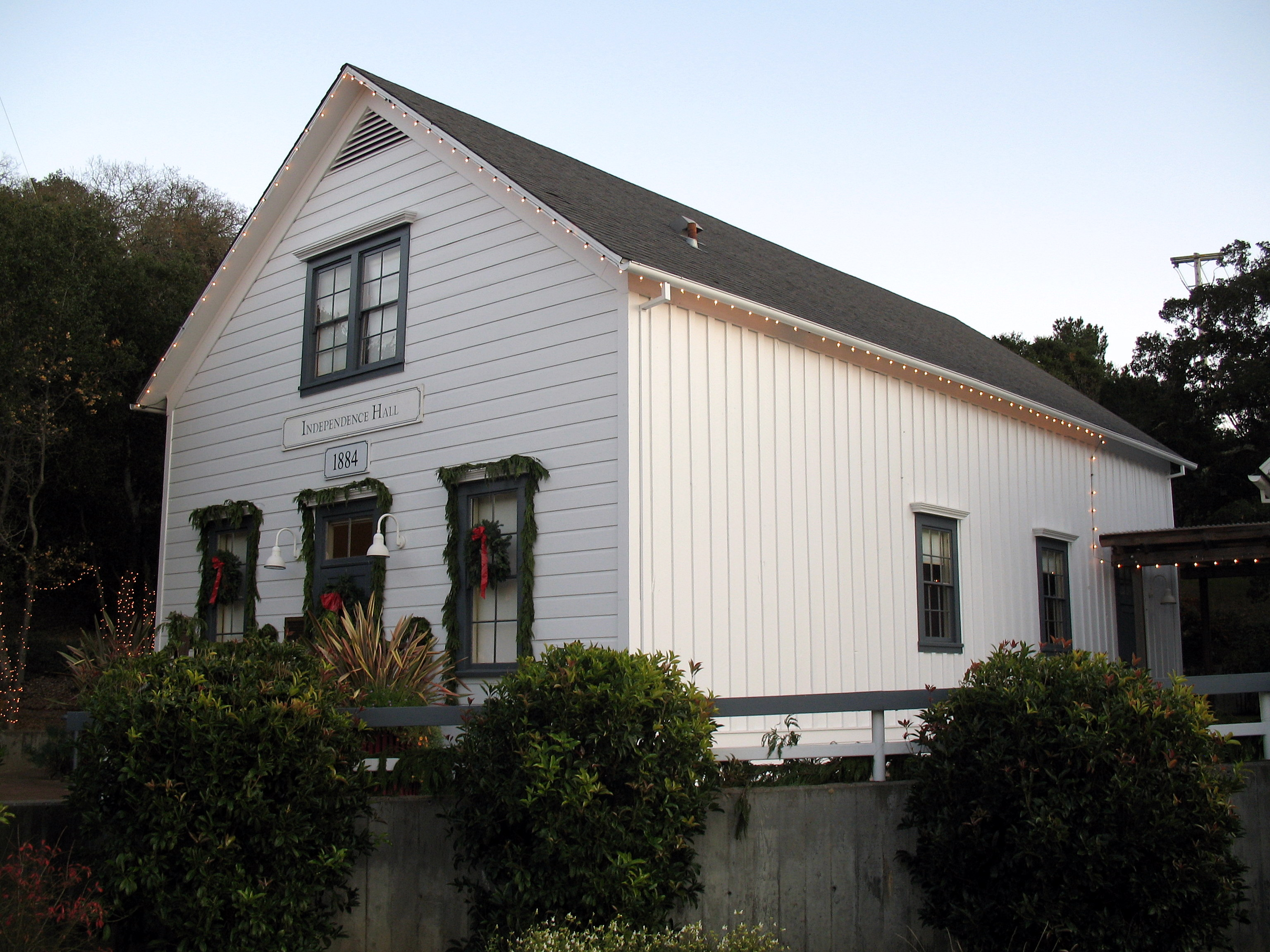
Independence Hall, 2955 Woodside Road

Zu den Sehenswürdigkeiten zählt die um 1910 entstandene Filoli Villa mit ihrer außergewöhnlichen Garten- und Parkanlage, die eine Fläche von ca. 2,6 km² umfasst. Das Grundstück sowie die Villa sind öffentlich zugänglich und dienten schon als Kulisse für mehrere Hollywood-Filme, darunter für
- Der Himmel soll warten (1978),
- George – Der aus dem Dschungel kam (1997),
- The Game (1997)
- Stigmata (1999) und den
- Pilotfilm der Serie Der Denver-Clan (1981).

Im November 2023 trafen sich dort US-Präsident Joe Biden und der chinesische Staatspräsident Xi Jinping am Rande des APEC-Gipfels von San Francisco.
Weitere Sehenswürdigkeiten sind der 1854 erbaute Woodside Store, der heute ein Museum beherbergt, und die Independence Hall von 1884.

## Prominente Bewohner
1970 erwarb Neil Young in Woodside die „Broken Arrow Ranch“ und hatte dort bis 2014 auch seinen Hauptwohnsitz. Seit 1974 bewohnt auch Joan Baez ein großes Anwesen in Woodside.
Der Ort wurde dann vor allem durch einige Silicon-Valley-Prominente bekannt, die sich dort in den letzten Jahrzehnten niederließen. So kaufte dort Steve Jobs 1984 das historische „Jackling House“, in dem er etwa zehn Jahre wohnte. 2011 ließ er es abreißen, um auf dem Grundstück ein moderneres Gebäude errichten zu lassen, konnte den Plan jedoch nicht mehr ausführen, da er im selben Jahr starb.
Weitere prominente Bewohner sind Larry Ellison, CEO und Gründer von Oracle sowie Gordon Moore, Mitgründer von Intel, der vor allem durch das von ihm formulierte Mooresche Gesetz bekannt ist.